# Palicourea stenosepala
Palicourea stenosepala là một loài thực vật thuộc họ Rubiaceae. Đây là loài đặc hữu của Ecuador.